# Гелиоэнергетика Греции
Развитие солнечной энергетики в Греции началось в 2006 году, и уже к 2009 году использование энергии, полученной через солнечные батареи резко увеличилось. Это связано прежде всего с низкими тарифами и новыми введёнными правилами бытового использования солнечных батарей на крышах домов. Однако столь быстрое развитие этой отрасли электроэнергетики перегрело рынок и в августе 2012 года были введены новые правила использования солнечных батарей, в том числе был введен временный налог для компаний-операторов солнечных батарей (кроме домашних хозяйств).

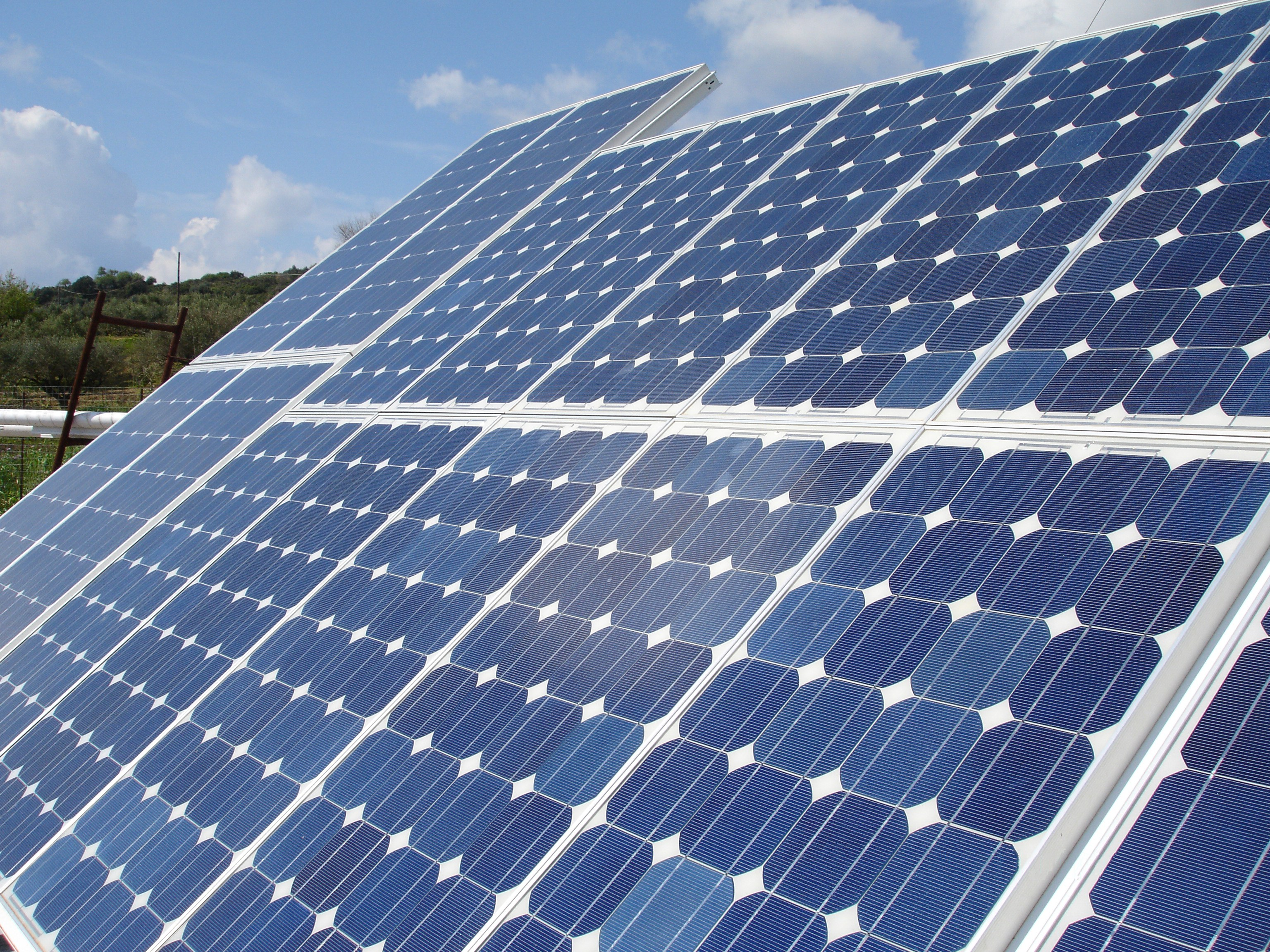
Солнечные панели в Ликсури

Для покрытия дефицита электроэнергии в стране, а также для уменьшения зависимости Греции от внешних источников энергии был предложен проект крупной солнечной электростанции, так называемый «Проект Гелиос», мощностью от 3 до 10 МВт. По состоянию на декабрь 2013 года общая мощность установленных в Греции фотоэлементов составила 2 419,2 МВт, из которых 987,2 МВт были введены в строй в период с января по декабрь 2013 года, несмотря на финансовый кризис, в котором Греция продолжает пребывать.
В настоящее время Греция занимает 5-е место в списке стран по количество энергии, выработанной солнечными панелями, на душу населения. Ожидается, что около 7% всей потребляемой электроэнергии в стране будет вырабатываться на электростанциях, использующих солнечные панели.

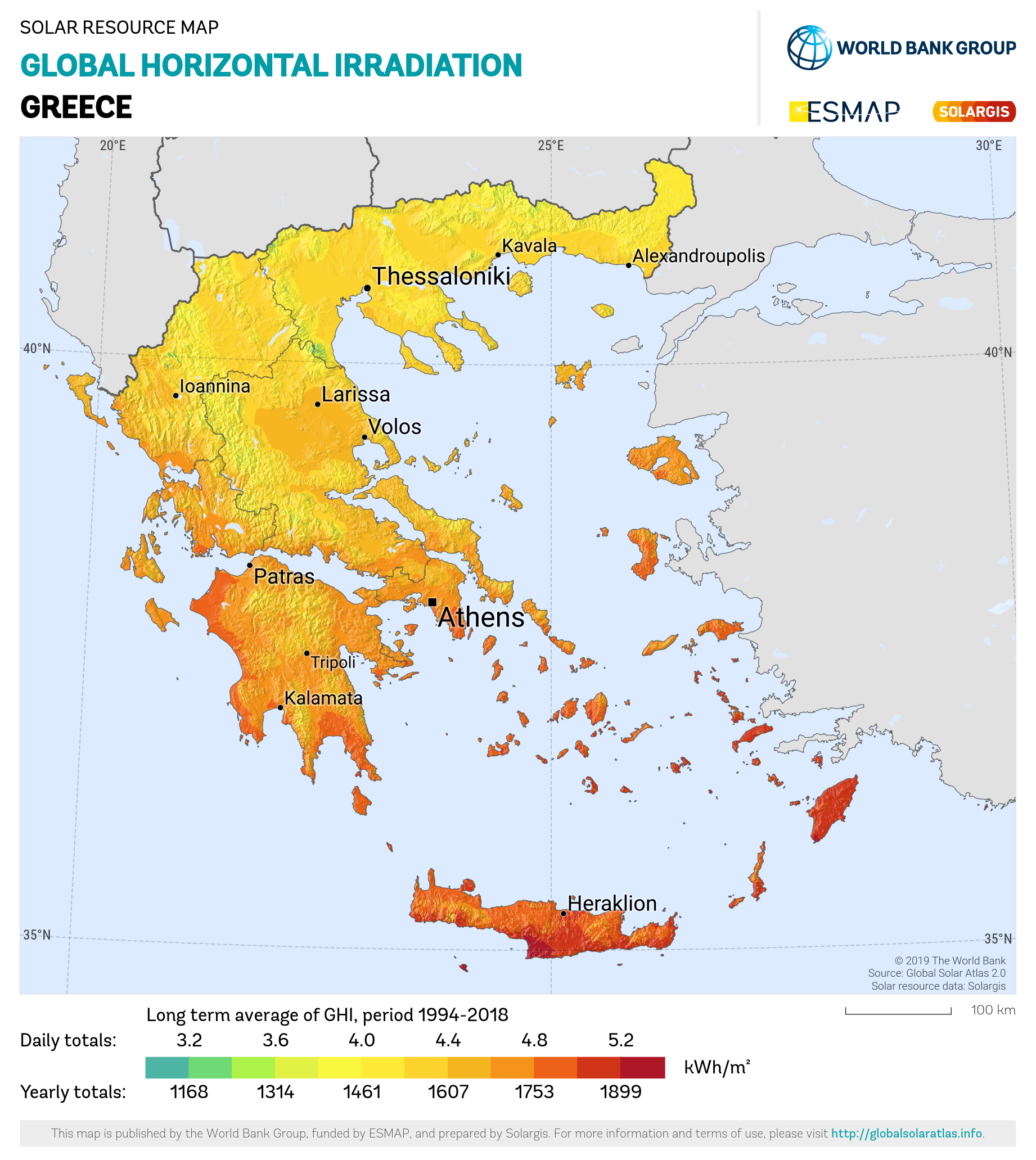
Уровень инсоляции в Греции

## Электростанции, использующие энергию солнца

### Действующие
| Мощность, МВт | Местоположение | Описание                                | Дата постройки |
| ------------- | -------------- | --------------------------------------- | -------------- |
| 4,3           | Флорина        | Промышленная зона Флорины               | 2009           |
| 2             | Волос          | Фотоэлектрическая электростанция Волос  | 2009           |
| 2             | Фивы           | Фотоэлектрическая электростанция Фивы   | 2009           |
| 1,997         | Куцоподи       |                                         | 2009           |
| 1,99          | Триполис       |                                         | 2009           |
| 1,25          | Пурнари        |                                         | 2009           |
| 1             | Ильопендитики  |                                         | 2009           |
| 0,944         | Понтираклия    |                                         | 2009           |
| 0,100         | Китнос         |                                         | 2009           |
| 0,060         | Сифнос         |                                         | 1998           |
| 0,020         | Таврос         | ILPAP Building                          | 2009           |
| 0,020         | Таврос         | Станция ETHEL (ныне — OSY SA)           | 2009           |
| 0,020         | Амарусион      | Станция Афинского метрополитена «Ирини» | 2009           |

### Планируемые
| Мощность    | Местоположение | Описание                         | Дата постройки |
| ----------- | -------------- | -------------------------------- | -------------- |
| 200–300 МВт | Козани         | Индустриальный парк Козани       | –              |
| 50 МВт      | Мегалополис    | Индустриальный парк Мегалополи   | –              |
| 0,48 МВт    | Крит           | Индустриальный парк Аферинолакос | –              |

## См.также
- Список электростанций Греции